# توفان حاره‌ای نالگا (۲۰۲۲)
توفان حاره‌ای نالگا (به انگلیسی: Tropical Storm Nalgae) در فیلیپین با نام طوفان حاره‌ای شدید پانگ شناخته می‌شود، یک تیفون مرگبار بود که خسارات گسترده‌ای در سراسر فیلیپین ایجاد کرد و بعد از آن هنگ‌کنگ و ماکائو را تحت تأثیر قرار داد. در ۲۶ اکتبر ۲۰۲۲، مرکز مشترک هشدار طوفان (JTWC) در بولتن TCFA خود گزارش داد که یک منطقه کم‌فشار در نزدیکی فیلیپین به دلیل آب‌های گرم و چینش باد، توانسته است گسترش پیدا کند. آژانس هواشناسی ژاپن (JMA) و اداره خدمات جوی، ژئوفیزیک و نجومی فیلیپین (PAGASA)، این اختلال را به عنوان یک وافشار حاره‌ای تشخیص دادند. در فیلیپین تا ۳ نوامبر، حداقل ۱۵۵ نفر کشته شدند، ۱۰۳ نفر دیگر مجروح و ۳۶ نفر همچنان مفقود می‌باشند. خسارات وارده به کشاورزی ۱٫۲۷۸ میلیارد PHP (۲۱۹۰۶۶۰۶٫۰۶ دلار) برآورد شده است، در حالی که برای زیرساخت‌ها، برآورد خسارت در حال حاضر ۳٫۴۲۵ میلیارد PHP (۵۸٬۶۷۷٬۲۷۴٫۷۸ دلار) می‌باشد.